# پریسیلا اوکره
پریسیلا اوکره (انگلیسی: Priscilla Okyere؛ زادهٔ ۶ ژوئن ۱۹۹۵) بازیکن فوتبال اهل غنا است.
وی همچنین در تیم ملی فوتبال زنان غنا بازی کرده‌است.